# Ixtlahuacán de los Membrillos
Ixtlahuacán de los Membrillos là một đô thị thuộc bang Jalisco, México. Năm 2005, dân số của đô thị này là 23420 người.